# 퀴어학
퀴어학(Queer studies)은 젠더학의 한 갈래로 LGBT나 성소수자, 남녀중간몸 사람의 성적 지향과 성 정체성 등을 연구하는 학문이다. 물론 젠더퀴어에 대한 연구도 포함한다. 성소수자학, LGBT학(LGBT studies)이나 성적 다양성학(Sexual Diversity Studies)등으로도 불린다.
본래 퀴어학은 성소수자의 역사와 문학 이론에 초점을 두었으나 오늘날에는 생물학, 사회학, 인류학, 철학, 심리학, 성과학, 정치학, 윤리학 등으로 초점이 확대되었다.

## 같이 보기
- 퀴어 이론